# Список глав манги One Piece (I часть)
One Piece — сёнэн-манга, созданная Эйитирой Одой. Она была переведена на множество языков. Сюжет манги повествует о приключениях 17-летнего парня Манки Д. Луффи, путешествующего по океанам в поисках сокровищ и собирающего команду героев, чтобы стать королём пиратов. В Японии манга выходит в журнале Weekly Shōnen Jump с 4 апреля 1997 года и в формате танкобонов с 24 декабря 1997 года. One Piece является самой продаваемой мангой в мире.

## Список томов

### Тома 1—20
| № | Заглавие                                                                        | Издание на японском                     | Издание на русском                                                 |
| --- | ------------------------------------------------------------------------------- | --------------------------------------- | ------------------------------------------------------------------ |
| 1 | На заре приключений Romance Dawn: Бо: кэн но Ёакэ (Romance Dawn —冒険の夜明け—) | 24 декабря 1997 года ISBN 4-08-872509-3 | 13 февраля 2012 года ISBN 978-5-699-55088-3 ISBN 978-5-389-16318-8 |
| - 1. На заре приключений (яп. Romance Dawn —冒険の夜明け— романсу до:н бо: кэн но ёакэ) - 2. Луффи Соломенная шляпа (яп. その男「麦わらのルフィ」 Соно отоко Мугивара но Руфи) - 3. Первая встреча: Охотник на пиратов Зоро (яп. 「海賊狩りロロノア・ゾロ」登場 Кайдзоку-гари Ророноа Дзоро то:дзё:) - 4. Капитан Морского дозора Топорорукий Морган (яп. 海軍大佐「斧手のモーガン」 Кайгун Тайса Онотэ но Мо:ган) - 5. Король пиратов и великий мастер меча (яп. 海賊王と大剣豪 Кайдзоку О: то дайкэнго:) - 6. Первый соратник (яп. 一人目 Хиторимэ) - 7. Друзья (яп. 友達 Томодати) - 8. Первая встреча: Нами (яп. ナミ登場 Нами то:дзё:) |                                                                                 |                                         |                                                                    |
| Семилетний мальчик по имени Манки Д. Луффи хочет присоединиться к пиратской команде «Рыжего» Шанкса, с которым он в дружеских отношениях, но Шанкс не хочет его брать, так как Луффи слишком мал. Луффи случайно съедает Дьявольский плод Резина-Резина, благодаря чему его тело приобретает способность растягиваться, словно резиновое, но Луффи навсегда лишается способности плавать. После того, как Шанкс спасает Луффи от смерти ценой своей левой руки, Луффи обещает, что однажды он превзойдёт Шанкса, соберёт команду лучше, чем у него, найдёт сокровище Ван-Пис, оставленное Королём пиратов, Гол Д. Роджером, и сам станет Королём пиратов. Шанкс отдаёт Луффи свою соломенную шляпу и берёт с него обещание: когда Луффи станет Королём пиратов, тогда он вернёт её. Спустя несколько лет после отплытия Шанкса, и следовательно, через 22 года после казни Роджера, Луффи отправляется в плавание по океану Ист-Блу, чтобы собрать команду, которая позже станет известна, как «Пираты Соломенной шляпы». Луффи спасает от рабства в пиратской команде Альвиды «Железной дубины» мальчика по имени Коби. После этого они с Коби спасают от казни охотника на пиратов Ророноа Зоро. Коби отправляется служить в Морской дозор, а Зоро присоединяется к команде Луффи. Они решают плыть на Гранд Лайн — место, где последний Король пиратов спрятал величайшее сокровище One Piece. На пути туда они встречают Нами — вора и прекрасного штурмана. |                                                                                 |                                         |                                                                    |
| 2 | Пират Багги и его шайка Versus!! Баги: Кайдзоку-дан (Versus!! バギー海賊団)     | 3 апреля 1998 ISBN 4-08-872544-1        | 4 апреля 2012 ISBN 978-5-699-56294-7 ISBN 978-5-389-16318-8        |
| 009. «Сущая чертовка» (яп. 魔性の女 «Масё: но Онна») 010. «Происшествие в таверне» (яп. 酒場の一件 «Сакаба но Иккэн») 011. «Бегство» (яп. 敗走 «Хайсо:») 012. «Пес» (яп. 犬 «Ину») 013. «Сокровище» (яп. 宝物 «Такарамоно») 014. «Это безрассудство!» (яп. 無謀っ!! «Мубо:!!») 015. «Гонг» 016. «Пират Багги и его шайка» (яп. Versus!! バギー海賊団 Versus!! «Баги: Кайдзоку-дан») 017. «Разница» (яп. 格 «Каку») |                                                                                 |                                         |                                                                    |
| Луффи приглашает Нами в свою команду, но она отказывает и использует его, чтобы подобраться к пиратам капитана Багги. Луффи и Зоро вступают в противостояние с командой Багги и узнают, что он тоже съел Дьявольский плод, позволяющий его телу делиться на части. Когда вся команда Багги оказывается разбита, Луффи вызывает его на дуэль. |                                                                                 |                                         |                                                                    |
| 3 | Правда и ложь Ицуварэну Моно (偽れぬもの)                                       | 4 июня 1998 ISBN 4-08-872569-7          | 8 июня 2012 года ISBN 978-5-699-57393-6 ISBN 978-5-389-16318-8     |
| 018. «Пират Багги "Клоун"» (яп. 海賊「道化のバギー」 «Кайдзоку 'До:кэ но Баги:'») 019. «Дьявольский фрукт» (яп. 悪魔の実 «Акума на Ми») 020. «Путь воришки» (яп. 泥棒道 «Dorobō-Dō») 021. «Город» (яп. 町 «Machi») 022. «Ты - редкий зверь» (яп. あんたが珍獣 «Anata ga Chinjū») 023. «Капитан Усопп» (яп. キャプテン・ウソップ登場 «Kyaputen Usoppu Tōjō») 024. «О чём нельзя соврать» (яп. 偽れぬもの «Itsuwarenu Mono») 025. «800 обманов» (яп. ウソ800 «Usoppappyaku») 026. «План капитана Куро» (яп. キャプテン・クロの一計 «Kyaputen Kuro no Ikkei») |                                                                                 |                                         |                                                                    |
| Луффи и Багги сражаются на равных, используя способности Дьявольских плодов, но Багги получается одолеть, когда Нами связывает части его тела. После победы девушка соглашается вступить в пиратскую команду, и теперь уже втроём герои отправляются дальше. В поисках корабля они останавливаются на небольшом острове, где встречают патологического лжеца Усоппа. Ребята решают попросить корабль у богатой девушки Каи, но их прогоняет её дворецкий. Позже Луффи с Усоппом узнают, что дворецкий на самом деле пират капитан Куро, который позвал на остров Джанго, нынешнего капитана своей команды, чтобы тот помог ему унаследовать состояние Каи. Девушка должна написать завещание, а потом погибнуть в результате якобы случайного пиратского нападения на деревню. |                                                                                 |                                         |                                                                    |
| 4 | Ущербная луна Микадзуки (三日月)                                                | 4 августа 1998 ISBN 4-08-872594-8       | 15 октября 2012 года ISBN 978-5-699-58240-2 ISBN 978-5-389-16617-2 |
| 027. «Источник информации» (яп. 筋 «Suji») 028. «Ущербная луна» (яп. 三日月 «Mikazuki») 029. «Восхождение» (яп. 坂道 «Sakamichi») 030. «Большой» (яп. GREAT!!! «Gureito!!!») 031. «Правда» (яп. 真実 «Shinjitsu») 032. «Бедствие» (яп. 大凶 «Daikyō») 033. «Бесшумный человек» (яп. 音無き男 «Otonaki Otoko») 034. «Опекун Крахадол» (яп. 執事クラハドール «Shitsuji Kurahadōru») 035. «Новое восхождение» (яп. ネオ坂道 «Neo Sakamichi») |                                                                                 |                                         |                                                                    |
| Усопп пытается предупредить односельчан, но поскольку он несчётное количество раз их обманывал, те теперь не верят ему. Тогда Усопп решает защитить остров в одиночку. Команда Луффи присоединяется к нему. На следующее утро они вступают в бой с прибывшими на остров пиратами. Всё идёт хорошо, но позже на поле боя появляется сам Куро, разъярённый промедлением своей команды. За ним приходит и Кая, которая предлагает добровольно отдать Куро все деньги в обмен на безопасность жителей острова. Куро отвергает компромисс, поскольку ему нужны не только деньги, но и заработанное на острове доброе имя. |                                                                                 |                                         |                                                                    |
| 5 | По кому звонит колокол Тагатамэни Канэ ва Нару (誰が為に鐘は鳴る)               | 2 октября 1998 ISBN 4-08-872619-7       | 30 сентября 2019 года ISBN 978-5-389-16617-2                       |
| 036. «Преследование!!» (яп. 追え!! «Oe!!») 037. «Пират Куро "Стратег"» (яп. 海賊「百計のクロ」 «Kaizoku 'Hyakkei no Kuro'») 038. «Группа пиратов» (яп. 海賊団 «Kaizoku-Dan») 039. «По кому звонит колокол» (яп. 誰が為に鐘は鳴る «Tagatameni Kane wa Naru») 040. «Пираты Усопп» (яп. ウソップ海賊団 «Usoppu Kaizoku-Dan») 041. «К морю» (яп. 海へ «Umi e») 042. «Ёсаку и Джонни» (яп. ヨサクとジョニー «Yosaku to Jonī») 043. «Санджи» (яп. サンジ登場 «Sanji Tōjō») 044. «Три кока» (яп. 三人のコック «Sannin no Kokku») |                                                                                 |                                         |                                                                    |
| Команда Луффи побеждает пиратов Чёрной кошки и их главаря капитана Куро. В благодарность Кая дарит им каравеллу «Гоинг Мерри». Усопп присоединяется к команде Соломенной шляпы и рисует для ребят собственный пиратский флаг. В плаванье герои встречают двух старых знакомых Зоро — охотников за головами Йосако и Джонни, они рассказывают про плавучий ресторан «Барати», где Луффи может попытаться завербовать в команду кока. Друзья находят ресторан, но путь им преграждает лейтенант морского дозора Фуллбоди «Железный кулак». В ходе потасовки Луффи случайно попадает пушечным ядром в плавучий ресторан и ему приходится отрабатывать ущерб. В ресторане ребята знакомятся с поваром по имени Санджи; он выбрасывает из заведения лейтенанта Фуллбоди, который по-хамски себя ведёт, однако помогает изголодавшемуся пирату из команды Крига, сбежавшему в это время из заточения с корабля Фуллбоди. |                                                                                 |                                         |                                                                    |
| 6 | Клятва Тикай (誓い)                                                             | 3 декабря 1998 ISBN 4-08-872642-1       | 30 сентября 2019 года ISBN 978-5-389-16617-2                       |
| 045. «Перед бурей» (яп. 嵐前 «Arashi Mae») 046. «Незваный гость» (яп. 招かれざる客 «Manekarezaru Kyaku») 047. «Капитан пиратского флота -Дон Крейг» (яп. 海賊艦隊提督「首領・クリーク」 «Kaizoku Kantai Teitoku 'Don Kurīku'») 048. «Не плывите туда» (яп. その航路、やめときな «Sono Kōro, Yametoki na») 049. «Буря» (яп. 嵐 «Arashi») 050. «У каждого свой путь» (яп. 己々が路 «Ono’ono ga Michi») 051. «Ророноа Зоро исчезает в море» (яп. ロロノア・ゾロ海に散る «Roronoa Zoro Umi ni Chiru») 052. «Клятва» (яп. 誓い «Chikai») 053. «Сабагашира №1» (яп. サバガシラ１号 «Sabagashira Ichi-gō») |                                                                                 |                                         |                                                                    |
| Пирата, которого накормил Санджи, зовут Гин. Он предупреждает Луффи, что ему не стоит соваться на Гранд Лайн и покидает ресторан. Луффи приглашает Санджи к себе в команду, но тот отказывается. Вскоре Гин приводит к плавучему ресторану флагманский галеон (единственный корабль этой шайки, уцелевший на Гранд Лайн) с самим Доном Кригом на борту. Дон Криг — самый жестокий и коварный пират во всём Ист-Блю, но сейчас он на грани голодной смерти. Санджи помогает и ему, но наевшись Криг заявляет, что намерен отобрать у коков их ресторан. Также ему нужен судовой журнал владельца ресторана — Зефа «Красной ноги», которому удалось пересечь Гранд Лайн. К месту действия прибывает также Михок «Соколиные глаза», чтобы уничтожить последний уцелевший корабль из флота Дона Крига. Поскольку Михок — величайший фехтовальщик в мире, Зоро вызывает его на поединок. Между противниками оказывается невероятная разница в мастерстве, и Зоро очень быстро терпит поражение. Михок однако не убивает парня в надежде, что когда-то тот его превзойдёт. Зоро клянётся не проиграть больше ни одной битвы. Тем временем начинается поединок между командой Дона Крига и коками с плавучего ресторана. |                                                                                 |                                         |                                                                    |
| 7 | Старик Кусо Дзидзи: (クソジジイ)                                                | 4 марта 1999 ISBN 4-08-872683-9         | 5 февраля 2020 года ISBN 978-5-389-16986-9                         |
| 054. «Перл-сан» (яп. パールさん «Pāru-san») 055. «Jungle blood» (яп. «JUNGLE BLOOD Janguru Buraddo») 056. «Даже не думай» (яп. やなこった «Ya na Kotta») 057. «Из-за мечты» (яп. 夢在るがゆえ «Yume Aru ga Yue») 058. «Старик» (яп. クソジジイ «Kuso Jijī») 059. «Долг» (яп. 恩 «On») 060. «Решение» (яп. ケジメ «Kejime») 061. «Демон» (яп. 鬼 «Oni») 062. «М-Н-5» (яп. M·H·5 «Emu-Eichi-Fuaibu») |                                                                                 |                                         |                                                                    |
| Пытаясь защитить Зефа, Санджи оказывается повержен. Однако Гин не может добить его и просит Крига оставить коков в покое. В ответ Криг применяет химическое оружие. |                                                                                 |                                         |                                                                    |
| 8 | Я не собираюсь умирать Синанэ: ё (死なねェよ)                                   | 30 апреля 1999 ISBN 4-08-872712-6       | 5 февраля 2020 года ISBN 978-5-389-16986-9                         |
| 063. «Я не собираюсь умирать» (яп. 死なねェよ «Shinanē yo») 064. «Гигантское боевое копьё» (яп. 大戦槍 «Daisensō») 065. «Подготовка» (яп. 覚悟 «Kakugo») 066. «Подавление копья» (яп. 噛み殺した槍 «Kamikoroshita Yari») 067. «Суп» (яп. SOUP «Sūpu») 068. «Четвертый» (яп. ４人目 «Yonninme») 069. «Арлонг парк» (яп. アーロンパーク «Āron Pāku») 070. «Великое приключение Усоппа» (яп. 男ウソップ大冒険 «Otoko Usoppu Daibōken») 071. «Король животных» (яп. 万物の霊長 «Banbutsu no Reichō») |                                                                                 |                                         |                                                                    |
| Разозлённый Луффи побеждает Крига. Санджи уплывает вместе с командой Соломенной шляпы. Однако друзьям приходится обходиться лодкой Санджи, поскольку Нами угнала каравеллу. Намереваясь вернуть и корабль, и штурмана, Луффи прибывает во владения пирата-рыбочеловека Арлонга. |                                                                                 |                                         |                                                                    |
| 9 | Слезы Намида (涙)                                                               | 2 июля 1999 ISBN 4-08-872735-5          | 5 февраля 2020 года ISBN 978-5-389-16986-9                         |
| 072. «Надлежащее поведение» (яп. 分相応 «Bunsō'ō») 073. «Монстр с Гранд Лайн» (яп. 偉大なる航路から来た怪物 «Gurando Rain kara Kita Kaibutsu») 074. «Бизнес» (яп. 仕事 «Bijinesu») 075. «Морские карты и рыболюди» (яп. 海図と魚人 «Kaizu to Gyōjin») 076. «Спать» (яп. ねる «Neru») 077. «Первый шаг к мечте» (яп. 夢の一歩 «Yume no Ippo») 078. «Бельмере-сан» (яп. ベルメールさん «Berumēru-san») 079. «Выжить» (яп. 生きる «Ikiru») 080. «Преступление - это преступление» (яп. 罪は罪 «Tsumi wa Tsumi») 081. «Слезы» (яп. 涙 «Namida») |                                                                                 |                                         |                                                                    |
| Выясняется, что Нами заключила сделку с Арлонгом и намеревается выкупить у него своё родное селение. До тех пор она является членом пиратской шайки рыболюдей, поэтому прогоняет Луффи и остальных с острова. Чтобы избежать потери талантливого картографа, Арлонг сдаёт продажному капитану морского дозора месторасположение тайника с деньгами, которые уже успела насобирать девушка; ценности конфискуют как награбленное. Все её планы рушатся и, отчаявшись, Нами просит помощи у Луффи. |                                                                                 |                                         |                                                                    |
| 10 | Начнем! Ōkē, Rettsu, Sutan Dappu! (OK, Let’s Stand Up!)                         | 4 октября 1999 ISBN 4-08-872773-8       | май 2020 года ISBN 978-5-389-17963-9                               |
| 082. «Начнем!» (яп. OK, Let's STAND UP! «Ōkē, Rettsu, Sutan Dappu!») 083. «Луффи в черном» (яп. ルフィ «in Black») 084. «Зомби» (яп. ゾンビ «Zonbi») 085. «3 меча против 6-ти мечей» (яп. 三刀流対六刀流 «Santōryū tai Rokutōryū») 086. «Борец и карате русалки» (яп. 騎士道VS魚人空手 «Kishidō vs. Gyōjin Karate») 087. «Всё заканчивается» (яп. 終わったんだ!! «Owattanda!!») 088. «Умри!!!» (яп. 死んで!!! «Shinde!!!») 089. «Измена» (яп. 交替 "Kōtai») 090. «Что ты можешь сделать?» (яп. 何ができる «Nani ga Dekiru») |                                                                                 |                                         |                                                                    |
| Пираты Соломенной шляпы приходят в Арлонг-парк. Луффи попадает в ловушку, и пока его спасают из воды, в бой с рыболюдьми вступает его команда. |                                                                                 |                                         |                                                                    |
| 11 | Наиопаснейший пират восточного моря Хигаси Итибан но Вару (東一番の悪)          | 2 декабря 1999 ISBN 4-08-872797-5       | май 2020 года ISBN 978-5-389-17963-9                               |
| 091. «Бросок» (яп. DARTS «Dātsu») 092. «Счастье» (яп. 幸せ «Сиавасэ») 093. «Конец Арлонг Парка» (яп. 下へまいります «Сита э Майримасу») 094. «Второстепенный персонаж» (яп. 二人目 «Футаримэ») 095. «Прощание» (яп. まわれ風車 «Маварэ Кадзагурума») 096. «Наиопаснейший пират восточного моря» (яп. 東一番の悪 «Хигаси Итибан но Вару») 097. «Проклятый меч» (яп. 三代鬼徹 «Сандай Китэцу») 098. «Надвигающаяся буря» (яп. 暗雲 «Анъун») 099. «Казнь Луффи!» (яп. ルフィが死んだ «Руфи га Синда») |                                                                                 |                                         |                                                                    |
| Луффи побеждает Арлонга и уничтожает базу пиратов-рыболюдей. Родное селение Нами опять свободно, и она присоединяется к ребятам в качестве штурмана. За голову Луффи назначают награду в 30 миллионов белли. Его команда прибывает в Логтаун — последний город на пути к Гранд Лайн. Там они встречают недружелюбно настроенных старых знакомых Багги и Альвиду, а также капитана морского дозора Смокера и его помощницу сержанта Тасиги. Луффи уже собираются казнить, как начинает гроза, и его спасает чудо — молния, угодившая в нависший над ним меч. |                                                                                 |                                         |                                                                    |
| 12 | Возвращение легенды Дэнсэцу ва Хадзиматта (伝説は始まった)                      | 2 февраля 2000 ISBN 4-08-872822-X       | май 2020 года ISBN 978-5-389-17963-9                               |
| 100. «Возвращение легенды» (яп. 伝説は始まった «Densetsu wa Hajimatta») 101. «Гора» (яп. リヴァースマウンテン «Rivāsu Maunten») 102. «Гранд Лайн» (яп. さて、偉大なる航路 «Sate, Gurando Rain») 103. «Кит» (яп. クジラ «Kujira») 104. «Новое обещание» (яп. 約束の岬 «Yakusoku no Misaki») 105. «Лог Пос» (яп. 記録指針 «Rogu Pōsu») 106. «Добро пожаловать на остров» (яп. 歓迎の町 «Kangei no Machi») 107. «Могилы под лунным светом!» (яп. 月光と墓標 «Gekkō to Bihyō») 108. «Зоро против 100 охотников» (яп. 100人の賞金稼ぎ «Hyakunin no Shōkin Kasegi») |                                                                                 |                                         |                                                                    |
| Вступив в бой со Смокером, Луффи понимает, что не может его одолеть. Парня спасает Драгон — таинственный человек с татуировкой на лице. Герои успешно добираются до Гранд Лайн и сразу же попадают во чрево огромного кита Лабуна. Смотритель маяка Крокус рассказывает, что полвека назад кита бросили здесь прибывшие на Гранд Лайн пираты, которые обещали ещё приплыть за ним, но так и не вернулись. С тех пор он вырос до гигантских размеров и из-за душевной боли постоянно бьётся головой о скалу. Чтобы утихомирить животное, Луффи придумывает Лабуну новую жизненную цель, даёт новое обещание — теперь кит должен ждать его возвращения. Ребята отправляются в путь, прихватив с собой двух странных личностей: мистера Найн и мисс Венздей. Они прибывают в Виски Пик, где встречают неожиданно радушный приём. Однако ночью жители города, сплошь оказавшиеся охотниками за головами, намереваются прикончить пиратов. |                                                                                 |                                         |                                                                    |
| 13 | Всё хорошо! Дайдзё: бу!!! (大丈夫!!!)                                           | 28 апреля 2000 ISBN 4-08-872863-7       | 27 октября 2020 года ISBN 978-5-389-18375-9                        |
| 109. «Ответственность» (яп. 責任問題 «Sekinin Mondai») 110. «Бесконечная ночь» (яп. 夜は終わらない «Yoru wa Owaranai») 111. «Секретная криминальная организация» (яп. 秘密犯罪会社 «Himitsu Hanzai Kaisha») 112. «Луффи против Зоро» (яп. ルフィVSゾロ «Rufi vs. Zoro») 113. «Всё хорошо!» (яп. 大丈夫!!! «Daijōbu!!!») 114. «Маршрут» (яп. 進路 «Shinro») 115. «Путешествие в Литл Гарден» (яп. 冒険のリトルガーデン «Bōken no Ritoru Gāden») 116. «Гиганты» (яп. でっけェ «Dekkē») 117. «Дорри и Брогги» (яп. ドリーとブロギー «Dorī to Burogī») |                                                                                 |                                         |                                                                    |
| После схватки выясняется, что мисс Венздей — шпионящая принцесса Виви из Алабасты. Она внедрилась в организацию Барок Воркс, чтобы помочь своей стране. Виви выдаёт ребятам, что организацию возглавляет один из Семи великих корсаров — Крокодайл. Поскольку им известна эта тайна, Барок Воркс начинает на них охоту. Луффи решает помочь Виви, и компания отправляется в Алабасту. По пути они попадают на остров Литл Гарден, где встречают двух враждующих великанов — Дорри и Броги. На остров также прибывают мистер Три и мисс Голден Вик. |                                                                                 |                                         |                                                                    |
| 14 | Инстинкт Хонно: (本能)                                                          | 4 июля 2000 ISBN 4-08-872888-2          | 27 октября 2020 года ISBN 978-5-389-18375-9                        |
| 118. "Здесь есть кто-то ещё" (яп. 誰かいる "Dare ka Iru") 119. "Подлый" (яп. 姑息 "Kosoku") 120. "Плачущий красный огр" (яп. 赤鬼が泣いた "Aka-Oni ga Naita") 121. "Я знал" (яп. わかっていた "Wakatteita") 122. "Бесполезный труп" (яп. 死人は役に立たぬ "Shijin wa Yaku ni Tatanu") 123. "Луффи против Мистера 3" (яп. ルフィVSMr. 3 "Rufi vs. Mr. 3") 124. "Чертовски хороший чай" (яп. お茶がうめェ "Ocha ga Umē") 125. "Восковой чемпион" (яп. キャンドルチャンピオン "Kyandoru Chanpion") 126. "Инстинкт" (яп. 本能 Honnō) |                                                                                 |                                         |                                                                    |
| На Литл Гарден также прибывают мистер Пять и мисс Валентайн. Агентам Барок Воркс удаётся обезвредить как гигантов, так и всех спутников Луффи, кроме него самого, Усоппа и Санджи. У Луффи получается всех спасти. |                                                                                 |                                         |                                                                    |
| 15 | Прямо вперед!!! Массугу!!! (まっすぐ!!!)                                        | 4 сентября 2000 ISBN 4-08-873009-7      | 27 октября 2020 года ISBN 978-5-389-18375-9                        |
| 127. "Ден-Ден Муши" (яп. 電伝虫 "Dendenmushi") 128. "Гордость" (яп. 海賊旗 "Hokori") 129. "Прямо вперед!!!" (яп. まっすぐ!!! "Massugu!!!") 130. "Максимальная скорость" (яп. 最高速度 "Saikō Sokudo") 131. "Стальной Вапор" (яп. ブリキのワポル "Buriki no Waporu") 132. "Видишь?" (яп. ね "Ne") 133. "Приключения в безымянной стране" (яп. 名もなき国の冒険 "Namonaki Kuni no Bōken") 134. "Доктор Куреха" (яп. Dr.くれは "Dr. Kureha") 135. "Лапан" (яп. ラパーン "Rapān") 136. "Человек по имени Дальтон" (яп. ドルトンという男 "Doruton to Iu Otoko") |                                                                                 |                                         |                                                                    |
| Великаны прекращают вражду и помогают команде Соломенной шляпы покинуть Литл Гарден. В плаванье у Нами начинается лихорадка, и ребята решают отправиться на поиски доктора. Они прибывают на остров Драм, некогда славившийся своими врачевателями. Бывший король, Вапор, лишил остров всех врачей. А когда не так давно на остров напали пираты Чёрной бороды, Вапор сбежал. Выясняется, что единственный доктор на острове это ведьма Куреха, живущая в бывшем королевском замке высоко в горах; Луффи решает добраться к ней. В это же время Вапор возвращается на остров в надежде вернуть свои владения. |                                                                                 |                                         |                                                                    |
| 16 | Унаследованная воля Укэцугарэру Иси (受け継がれる意志)                          | 4 декабря 2000 ISBN 4-08-873045-3       | 8 февраля 2021 года ISBN 978-5-389-19007-8                         |
| 137. "Лавина" (яп. 雪崩 "Nadare") 138. "На вершине" (яп. 頂上 "Chōjō") 139. "Знакомьтесь Тони Тони Чоппер" (яп. トニートニー・チョッパー登場 "Tonītonī Choppā Tōjō") 140. "Снежный замок" (яп. 雪の住む城 "Yuki no Sumu Shiro") 141. "Фальшивый доктор" (яп. ヤブ医者 "Yabu Isha") 142. "Пиратский флаг и цветущая сакура" (яп. ドクロと桜 "Dokuro to Sakura") 143. "Никчёмные" (яп. 不器用 "Bukiyō") 144. "Сказка заснеженного края" (яп. 雪物語 "Юки Моногатари") 145. "Унаследованная воля" (яп. 受け継がれる意志 "Uketsugareru Ishi") |                                                                                 |                                         |                                                                    |
| Куреха помогает Нами. В замке Луффи также встречает странное существо — оленя, который съел дьявольский плод, превративший его в человека. Получившееся существо в своё время сторонились и олени, и люди, пока его не приютил лжеврач Хирурк, также давший ему и имя — Чоппер. Хирурк жил мечтой спасти пропащее королевство, подарить людям нечто прекрасное, заставить сакуру зацвести в суровом зимнем климате острова. Хиурку не удалось воплотить свою мечту, и в борьбе за неё он погиб. |                                                                                 |                                         |                                                                    |
| 17 | Сакура Хилулука Хируруку но Сакура (ヒルルクの桜)                               | 2 февраля 2001 ISBN 4-08-873073-9       | 8 февраля 2021 года ISBN 978-5-389-19007-8                         |
| 146. "Битва за империю" (яп. 国防戦 "Kokubōsen") 147. "Мошенники" (яп. ウソッパチ "Usoppachi") 148. "Несокрушимый" (яп. 折れない "Orenai") 149. "Rumble!" (яп. RUMBLE!! "Ranburu") 150. "Семистрельная Бликинг пушка королевской короны Драм" (яп. ロイヤルドラムクラウン７連散弾ブリキング大砲 "Roiyaru Doramu Kuraun Nana-ren Shotto Burikingu Kyanon") 151. "Небеса империи Драм" (яп. ドラムの空 "Doramu no Sora") 152. "Полнолуние" (яп. 満月 "Mangetsu") 153. "Сакура Хилулука" (яп. ヒルルクの桜 "Hiruruku no Sakura") 154. "На Арабасту" (яп. アラバスタへ "Arabasuta e") 155. "Сэр Крокодайл, пират" (яп. 海賊 サー・クロコダイル "Kaizoku Sā Kurokodairu") |                                                                                 |                                         |                                                                    |
| Чоппер решает не допустить возвращения Вапора, и при участии Санджи и Луффи его удаётся прогнать с острова. Чоппер присоединяется к пиратам Соломенной шляпы. В ночь, когда они покидают остров, на нём в некотором смысле расцветает сакура. |                                                                                 |                                         |                                                                    |
| 18 | Знакомьтесь, Эйс Э:су То: дзё: (エース登場)                                     | 4 апреля 2001 ISBN 4-08-873100-X        | 8 февраля 2021 года ISBN 978-5-389-19007-8                         |
| 156. "Окама погода" (яп. オカマ日和 "Okama Biyori") 157. "Знакомьтесь, Эйс" (яп. エース登場 "Ēsu Tōjō") 158. "Прибытие в Арабасту" (яп. 上陸のアラバスタ "Jōriku no Arabasuta") 159. "Вперед" (яп. 来いよ "Koi yo") 160. "Кафе "Spider's", 8 часов" (яп. スパイダーズカフェに８時 "Supaidāzu Kafe ni Hachi-ji") 161. "Эрумалу, зеленый город" (яп. 緑の町エルマル "Midori no Machi Erumaru") 162. "Приключения в королевстве песка" (яп. 砂の国の冒険 "Suna no Kuni no Bōken") 163. "Юба, центр Сопротивления" (яп. 反乱軍の町ユバ "Hanran-Gun no Machi Yuba") 164. "Я люблю свою страну" (яп. 国が好き "Kuni ga Suki") 165. "Операция "Утопия"" (яп. 作戦名ユートピア "Sakusenmei Yūtopia") 166. "Луффи против Виви" (яп. ルフィVSビビ "Луфи vs. Биби") |                                                                                 |                                         |                                                                    |
| Компания наконец-то прибывает в Алабасту. В городе Нанохана Луффи встречает своего брата, Портгаса Д. Эйса, который помогает его компании сбежать от появившегося здесь же капитана Смокера. «Огненный кулак» Эйс — командующий вторым подразделением пиратов Белой бороды, он разыскивает бывшего своего подчинённого, Чёрную бороду, чтобы наказать смертью за убийство соратника. Эйс покидает ребят и обещает Луффи встретиться снова, «когда пираты встанут у руля». Вместе с Виви друзья преодолевают пустыни Алабасты, чтобы найти базу повстанцев, которым принцесса хочет рассказать о заговоре Крокодайла и Барок Воркс. Луффи однако заявляет, что ему надоело ходить туда-сюда и предлагает просто найти главаря и покончить с ним. |                                                                                 |                                         |                                                                    |
| 19 | Восстание Унэри (反乱)                                                          | 4 июля 2001 ISBN 4-08-873133-6          | 5 июля 2021 года ISBN 978-5-389-18819-8                            |
| 167. "Фронт" (яп. 戦線 "Sensen") 168. "Рейнбейс, город мечтаний" (яп. 夢の町 レインベース "Yume no Machi Reinbēsu") 169. "Сильнейший воин королевства" (яп. 王国最強の戦士 "Ōkoku Saikyō no Senshi") 170. "Начинается" (яп. 始まる "Hajimaru") 171. "Коза, лидер сопротивления" (яп. 反乱軍統率者コーザ "Hanran-Gun Rīdā Kōza") 172. "Восстание" (яп. 反乱 "Uneri") 173. "Бананавани" (яп. バナナワニ "Bananawani") 174. "Мистер Принц" (яп. Mr. プリンス "Mr. Purinsu") 175. "Освобождение" (яп. 解放 "Kaihō") 176. "Rush!" (яп. Rush!! "Rasshu") |                                                                                 |                                         |                                                                    |
| Ребята решают действовать по плану Луффи и отправляются в Рейнбейс, где расположена резиденция Крокодайла. На месте почти все друзья попадают в ловушку внутри казино Крокодайла. Ситуацию спасают оставшиеся снаружи Санджи и Чоппер. Во время побега Луффи просит соратников также сохранить жизнь и попавшему вместе с ними в западню Смокеру. |                                                                                 |                                         |                                                                    |
| 20 | Всё решится в Алубарне Кэссэн ва Аруба:на (決戦はアルバーナ)                    | 4 сентября 2001 ISBN 4-08-873158-1      | 5 июля 2021 года ISBN 978-5-389-18819-8                            |
| 177. «30 миллионов vs 81 миллион» (яп. 3000万VS8100万 «Сандзэн-ман vs. Хассэнхяку-ман») 178. «Level G.L.» (яп. «Level. G. L. «Reberu Gurandorain») 179. «Всё решится в Алубарне» (яп. 決戦はアルバーナ «Кэссэн ва Аруба:на») 180. «Животный мир Арабасты» (яп. アラバスタ動物ランド «Арабасута До:буцу Рандо») 181. «Загадка первоклассных толстоклювых уток» (яп. 超カルガモクイズ «Тё:каругамо Куидзу») 182. «Рёв» (яп. 怒号 «Дого:») 183. «Капитан Кару» (яп. カルー隊長 «Кару-Тайтё:») 184. «Кротовья Нора, 4-я улица» (яп. モグラ塚４番街 «Могурадзука Ёнбан-гай») 185. «О, это здорово» (яп. へーそう «Хэ: Со:») 186. «4» (яп. 4 «4») |                                                                                 |                                         |                                                                    |
| Теперь герои направляются в Алубарну, чтобы предотвратить планируемое Крокодайлом столкновение сил королевской армии и повстанцев. На выезде из Рейнбейс Луффи вступает в бой с Крокодайлом и проигрывает. От смерти его неожиданно спасает помощница Крокодайла. Виви не удаётся остановить повстанцев, как было ей запланировано. Начинается противостояние между агентами Барок Воркс и командой Соломенной шляпы. |                                                                                 |                                         |                                                                    |

### Тома 21—40
| № | Заглавие                                                                    | Издание на японском                | Издание на русском                         |
| --- | --------------------------------------------------------------------------- | ---------------------------------- | ------------------------------------------ |
| 21 | Утопия Risōkyō (決戦はアルバーナ)                                           | 4 декабря 2001 ISBN 4-08-873194-8  | 5 июля 2021 года ISBN 978-5-389-18819-8    |
| 187. «Равные силы» (яп. 互角 «Gokaku») 188. «Окама Кэмпо» (яп. オカマ拳法 «Okama Kenpō») 189. «2» (яп. 2 «2») 190. «Клима Такт» (яп. 天候棒 «Kurima Takuto») 191. «Девушка, покорившая погоду» (яп. 天候を操る女 «Tenkō o Ayatsuru Onna») 192. «Штормовое предупреждение» (яп. 旋風注意報 «Senpū Chūi Hō») 193. «Утопия» (яп. 理想郷 «Risōkyō») 194. «Рассекая сталь» (яп. 鉄を斬る «Tetsu o Kiru») 195. «Мистер Бусидо» (яп. Mr. 武士道 «Misutā Bushidō») |                                                                             |                                    |                                            |
| Соратники Луффи побеждают во всех схватках с высшими агентами Барок Воркс. В королевский дворец прибывает Крокодайл, чтобы выяснить древнюю тайну королевской династии Нефертари — местоположение паниглифа, старинного камня, на котором может быть указано местоположение Плутона — легендарного сверхмощного оружия. |                                                                             |                                    |                                            |
| 22 | Hope! Hōpu (HOPE!!)                                                         | 4 февраля 2002 ISBN 4-08-873222-7  | 7 декабря 2021 года ISBN 978-5-389-19956-9 |
| 196. «1» (яп. 1 «1») 197. «Полководцы (яп. 統率者達 «Tōsotsushatachi») 198. «16:30» (яп. 午後四時十五分 «Gogo Yo-ji Jūgo-fun») 199. «Hope!» (яп. HOPE!! «Hōpu») 200. «Водяной Луффи» (яп. 水ルフィ «Mizu Rufi») 201. «Нико Робин» (яп. ニコ ・ ロビン «Niko Robin») 202. «Гробница королей» (яп. 王家の墓 «Ōke no Haka») 203. «Похоже на крокодила» (яп. ワニっぽい «Wanippoi») 204. «Red» (яп. RED «Reddo») 205. «Тайная база клана Суна Суна» (яп. 砂砂団秘密基地 «Suna-Suna-Dan Himitsu Kichi») |                                                                             |                                    |                                            |
| Крокодайл намеревается взорвать столицу. Виви и Кодза, лидер повстанцев, решают прекратить вооружённое столкновение в городе, однако их план срывается. Неожиданно в Алубарну прибывает Луффи. Расположенный под столицей паниглиф оказывается бесполезным, и Крокодайл намеревается избавиться от своей помощницы — Нико Робин. Луффи наконец находит способ уничтожить Крокодайла и повсюду преследует его. |                                                                             |                                    |                                            |
| 23 | Приключение Виви Bibi no Bōken (ビビの冒険)                                 | 4 апреля 2002 ISBN 4-08-873252-9   | 7 декабря 2021 года ISBN 978-5-389-19956-9 |
| 206. «Запал» (яп. 点火 «Ignition») 207. «Кошмар (яп. 悪夢 «Akumu») 208. «Стражи» (яп. 守護神 «Shugoshin») 209. «Превзойти» (яп. 越えて行く «Surpass You») 210. «0» (яп. 0 «0») 211. «Король» (яп. 王 «Ou») 212. «Немного справедливости» (яп. いくつかの正義 «Ikutsuka no Seigi») 213. «VIP» (яп. VIP «Bippu») 214. «План побега из Песчаного королевства» (яп. 砂の国脱出作戦 «Suna no Kuni Dasshutsu Sakusen») 215. «Last Waltz» (яп. Last Waltz «Rasuto Warutsu») 216. «Приключение Виви» (яп. ビビの冒険 «Bibi no Bōken») |                                                                             |                                    |                                            |
| Виви, благодаря команде Соломенной шляпы и людям на службе у короля, удаётся спасти город от разрушения. Луффи побеждает Крокодайла. Начинается дождь. Вооружённое столкновение прекращается. Морской дозор арестовывает Крокодайла. Награду за поимку Луффи поднимают до 100 млн белли, за поимку Зорро устанавливают награду в 60 млн белли. На пиратов Соломенной шляпы начинает охоту капитан морского дозора Хина «Чёрная клетка», уйти от неё помогает бывший член Барок Воркс мистер Два. Виви прощается с друзьями и остаётся в родном королевстве. |                                                                             |                                    |                                            |
| 24 | Человек и мечта Hito no Yume (人の夢)                                       | 4 июля 2002 ISBN 4-08-873282-0     | 7 декабря 2021 года ISBN 978-5-389-19956-9 |
| 217. «Заяц» (яп. 密航者 «Mikkōsha») 218. «Почему Лог Пос круглый (яп. 「記録指針」が丸い理由 «Rogu Pōsu ga Marui Wake») 219. «Масира, король затонувших сокровищ» (яп. サルベージ王マシラ «Sarubēji-Ō Mashira») 220. «Прогулка по морскому дну» (яп. 海底散歩 «Kaitei Sanpo») 221. «Чудовища» (яп. 怪物 «Kaibutsu») 222. «Новое время - новые герои» (яп. 大型ルーキー «Ōgata Rūkī») 223. «Обещаю ни с кем здесь не драться» (яп. ワタクシはこの町では決してケンカしないと誓います «Watakushi wa Kono Machi de wa Kesshite Kenka Shinai to Chikaimasu») 224. «Спустись с небес на землю» (яп. 夢を見るな «Yume o Miruna») 225. «Человек и мечта» (яп. 人の夢 «Hito no Yume») 226. «Сёдзё, король подводных искателей» (яп. 海底探索王ショウジョウ «Kaitei Tansaku-Ō Shōjō») |                                                                             |                                    |                                            |
| 25 | Человек в 100 миллионов Ichioku no Otoko (一億の男)                         | 4 сентября 2002 ISBN 4-08-873313-4 | 13 апреля 2022 года ISBN 978-5-389-20413-3 |
| 227. «Врун Норланд» (яп. うそつきノーランド «Usotsuki Nōrando») 228. «Последний капитан Альянса Саруяма - Монблан Крикет (яп. 「猿山連合軍最終園長」モンブラン・クリケット «'Saruyama Rengō-gun Rasuto Bosu' Monburan Kuriketto») 229. «Давайте есть» (яп. メシを食おう «Meshi o Kuō») 230. «Найдите южную птицу» (яп. サウスバードを追え!! «Sausu Bādo o Oe!!») 231. «Беллами Гиена» (яп. ハイエナのベラミー «Haiena no Beramī») 232. «Человек в 100 миллионов» (яп. 一億の男 «Ichioku no Otoko») 233. «Самая большая власть в мире» (яп. 世界最高権力 «Sekai Saikō Kenryoku») 234. «Пожалуйста, запомните нас» (яп. ご記憶下さいます様に «Gokioku Kudasaimasu Yō ni») 235. «Удар вверх» (яп. 突き上げる海流 «Nokku Appu Sutorīmu») 236. «Судно идёт в небо» (яп. 船は空をゆく «Fune wa Sora o Yuku») |                                                                             |                                    |                                            |
| 26 | Приключение на Божьем острове Kami no Shima no Bōken (神の島の冒険)         | 4 декабря 2002 ISBN 4-08-873336-3  | 13 апреля 2022 года ISBN 978-5-389-20413-3 |
| 237. «В Небо» (яп. 上空にて «Jōkū nite») 238. «Врата Рая (яп. 天国の門 «Tengoku no Mon») 239. «Ангельский пляж» (яп. エンジェルビーチ «Enjeru Bīchi») 240. «Энергия Ракушей» (яп. ダイアル・エネルギー «Daiaru Enerugī») 241. «Небесное правосудие» (яп. 天の裁き «Ten no Sabaki») 242. «Преступление 2-го уровня» (яп. 第2級犯罪者 «Dai Ni-kyū Hanzaisha») 243. «Испытание» (яп. 試練 «Shiren») 244. «SOS» (яп. SOS «Esuōesu») 245. «Приключение на Острове Бога» (яп. 神の島の冒険 «Nokku Appu Sutorimu») 246. «Сатори, жрец леса иллюзий» (яп. 迷いの森の神官サトリ «Mayoi no Mori no Shinkan Satori») |                                                                             |                                    |                                            |
| 27 | Увертюра Ōbāchua (序曲)                                                     | 4 февраля 2003 ISBN 4-08-873379-7  | 13 апреля 2022 года ISBN 978-5-389-20413-3 |
| 247. «Испытание Шарами» (яп. 玉の試練 «Tama no Shiren») 248. «Бог в отсавке vs Жрец (яп. 元神様VS神官 «Moto Kami-sama vs Shinkan») 249. «Деревня в облаках» (яп. 雲隠れの村 «Kumogakure no Mura») 250. «Дракон Шаров» (яп. 玉ドラゴン «Dama Doragon») 251. «Увертюра» (яп. 序曲 «Ōbāchua») 252. «Junction» (яп. JUNCTION «Jankushon») 253. «Vearth» (яп. ヴァース «Vāsu») 254. «Aubade» (яп. 夜明曲 «Ōbādo») 255. «The Anaconda and the Search Team» (яп. うわばみと探索組 «Uwabami to Tansaku Chīmu») |                                                                             |                                    |                                            |
| 28 | "Демон войны" Вайпер "Senki" Waipā (「戦鬼」ワイパー)                       | 1 мая 2003 ISBN 4-08-873418-1      | Июль 2022 года ISBN 978-5-389-21075-2      |
| 256. «"Демон войны" Вайпер» (яп. 「戦鬼」ワイパー «"Senki" Waipā») 257. «Боевые ракуши (яп. 貝バトル «Daiaru Batoru») 258. «Юг во всех направлениях» (яп. いろんな南 «Ironna Minami») 259. «Пират Зоро vs воин Брахам» (яп. 海賊ゾロvs戦士ブラハム «Kaizoku Zoro vs Senshi Burahamu») 260. «Пират Луффи vs "Демон войны" Вайпер» (яп. 海賊ルフィvs戦鬼ワイパー «Kaizoku Rufi vs Senki Waipā») 261. «Воин Гэмбо vs командующий Яма» (яп. 戦士ゲンボウvs神兵長ヤマ «Senshi Genbō vs Shinpeichō Yama») 262. «Пират Чоппер vs жрец Гэдацу» (яп. 海賊チョッパーvs神官ゲダツ «Kaizoku Choppā vs Shinkan Gedatsu») 263. «Пиратка Нами и Странный Рыцарь vs зам.командующих Хотори и Котори» (яп. 海賊ナミと変な騎士vs副神兵長ホトリとコトリ «Kaizoku Nami to Henna Kishi vs Fuku Shinpeichō Hotori to Kotori») 264. «Воин Камакири vs Бог Энель» (яп. 戦士カマキリvs神・エネル «Senshi Kamakiri vs Goddo Eneru») |                                                                             |                                    |                                            |
| 29 | Оратория Oratorio (聖譚曲)                                                  | 4 июля 2003 ISBN 4-08-873480-7     | Июль 2022 года ISBN 978-5-389-21075-2      |
| 265. «Робин против Ямы» (яп. 海賊ロビンvs神兵長ヤマ «Kaizoku Robin vs Shinpeichō Yama») 266. «Чоппер против Жреца Ома» (яп. 海賊チョッパーvs神官オーム «Kaizoku Choppā vs Shinkan Ōmu») 267. «Марш» (яп. 行進曲 «Māchi») 268. «Свита» (яп. 組曲 «Suwīto») 269. «Концерт» (яп. 協奏曲 «Koncheruto») 270. «Серенада» (яп. 小夜曲 «Serenāde») 271. «Зоро против Жреца Ома» (яп. 海賊ゾロvs神官オーム «Kaizoku Zoro vs Shinkan Ōmu») 272. «Пьеса» (яп. 戯曲 «Purei») 273. «Квинтет» (яп. 五重奏 «Kuintetto») 274. «Оратория» (яп. 聖譚曲 «Oratorio») 275. «Божественная Комедия» (яп. 神曲 «Dibīna Komeidia») |                                                                             |                                    |                                            |
| 30 | Capriccio Kapuricchio (狂想曲)                                              | 3 октября 2003 ISBN 4-08-873502-1  | Июль 2022 года ISBN 978-5-389-21075-2      |
| 276. «Shandia Rhythm» (яп. SHANDIA RHYTHM «Shiyandiia Rizumu») 277. «Maxim (яп. 箴言 «Makushimu») 278. «Конис» (яп. コニス «Konisu») 279. «Пират Луффи против Бога Энеля» (яп. 海賊ルフィvs神・エネル «Kaizoku Rufi vs Goddo Eneru») 280. «Взлёт» (яп. 浮上 «Fujō») 281. «Despair» (яп. デスピア «Desupia») 282. «Надежда» (яп. 望み «Nozomi») 283. «Операция по спасению "Любовь": Линия Фронта» (яп. 恋の救出前線 «Koi no Kyūshutsu Zensen») 284. «Спасибо» (яп. 悪ィな «Warīna») 285. «Capriccio» (яп. 狂想曲 «Kapuricchio») |                                                                             |                                    |                                            |
| 31 | Я здесь Koko ni Iru (ここにいる)                                            | 19 декабря 2003 ISBN 4-08-873551-X |                                            |
| 286. «Монстр Шандоры» (яп. シャンドラの魔物 «Shandora no Mamono») 287. «Убийца богов (яп. 神殺し «Kamigoroshi») 288. «Проклятие» (яп. 祟り «Tatari») 289. «Полная луна» (яп. 望月 «Bōgetsu») 290. «Свет Шандоры» (яп. シャンドラの灯 «Shandora no Hi») 291. «Я здесь» (яп. ここにいる «Ichioku no Otoko») 292. «На встречу к неполной луне, сквозь облака» (яп. あふことは片われ月の雲隠れ «Afukoto wa Katawaredzuki no Kumogakure») 293. «Болеро» (яп. 舞曲 «Borero») 294. «Райго» (яп. 雷迎 «Raigō») 295. «Гигантский джек» (яп. 巨大豆蔓 «Jaianto Jakku») |                                                                             |                                    |                                            |
| 32 | Мелодия мира Rabu Songu (島の歌声)                                          | 4 марта 2004 ISBN 4-08-873571-4    |                                            |
| 296. «Ситуация на большой высоте» (яп. 最空局面 «Saikū Kyokumen») 297. «Похвалы земли» (яп. 大地讃称 «Daichi Sanshō») 298. «Мелодия мира» (яп. 島の歌声 «Rabu Songu») 299. «Фантазия» (яп. 幻想曲 «Fantajia») 300. «Симфония» (яп. 交響曲 «Shinfonī») 301. «Я был здесь» (яп. 我ここに至る «Ware Koko ni Itaru») 302. «Финал» (яп. 最終楽章 «Fināre») 303. «Супербогатые пираты» (яп. 金持ち海賊団 «Kanemochi Kaizoku-dan») 304. «Приключения на Лонг Айленде» (яп. 長い島の冒険 «Nagai Shima no Bōken») 305. «Фокси серебряный лис» (яп. 銀ギツネのフォクシー «Gin Gitsune no Fokushī») |                                                                             |                                    |                                            |
| 33 | Davy Back Fight!! DAVY BACK FIGHT!!                                         | 4 июня 2004 ISBN 4-08-873593-5     |                                            |
| 306. «Гонка на бочках» (яп. ドーナツレース!! «Dōnatsu Rēsu!!») 307. «Внимание... Марш!!!» (яп. レディ~イ ドーナツ!! «Redīi Dōnatsu!!») 308. «Преодоление препятствий» (яп. 妨害大作戦 «Bōdai Daisakusen») 309. «Хмельные монстры» (яп. グロッキーモンスターズ «Gurokkī Monsutāzu») 310. «Хмельной ринг» (яп. グロッキーリング!! «Gurokkī Ringu!!») 311. «Грубая игра» (яп. ラフゲーム «Rafu Gēmu») 312. «Гол!» (яп. GOAL!! «Gōru!!») 313. «Главное событие» (яп. MAIN EVENT «Mein Ibento») 314. «Битва!» (яп. コンバット!!! «Konbatto!!!») 315. «Комнаты с ловушками!» (яп. 秘密の部屋 «Himitsu no Heya») 316. «Братские узы» (яп. ブラザー魂 «Burazā Souru») |                                                                             |                                    |                                            |
| 34 | Город воды, Ватер 7 Mizu no Miyako" Wōtā Sebun (「水の都」ウォーターセブン) | 4 августа 2004 ISBN 4-08-873638-9  |                                            |
| 317. «K.O. (Knock Out)» (яп. K.O. «Nokku Auto») 318. «Конец игры» (яп. 閉会 «Heikai») 319. «Адмирал генштаба флота, Аокиджи» (яп. 海軍本部「大将」青キジ «Kaigun Honbu "Taishō" Aokiji») 320. «Великая сила» (яп. 最高戦力 «Saikō Senryoku») 321. «Один на один» (яп. 一騎打ち «Ikkiuchi») 322. «Свистящий том» (яп. パッフィング・トム «Paffingu Tomu») 323. «Город воды, Ватер 7» (яп. 「水の都」ウォーターセブン «Mizu no Miyako" Wōtā Sebun») 324. «Приключение в городе воды» (яп. 水上都市の冒険 «Suijō Toshi no Bōken») 325. «Клан Френки!» (яп. フランキー一家 «Furankī Ikka») 326. «Айсберг-сан» (яп. アイスバーグさん «Aisubāgu-san») 327. «Лучшая верфь, первый док» (яп. 造船島造船工場1番ドック «Zōsenjima Zōsen Kōjō Ichi-ban Dokku») |                                                                             |                                    |                                            |
| 35 | Капитан Kyaputen (船長)                                                     | 4 ноября 2004 ISBN 4-08-873667-2   |                                            |
| 328. «Похищение пирата» (яп. 海賊誘拐事件 «Kaizoku Yūkai Jiken») 329. «Моё имя "Фрэнки"» (яп. おれの名は「フランキー」 «Ore no Na wa "Furankī"») 330. «Я решил» (яп. 決めた «Kimeta») 331. «Большая ссора» (яп. 大喧嘩 «Ōgenka») 332. «Луффи vs Усопп» (яп. ルフィ vs ウソップ «Rufi vs Usoppu») 333. «Капитан» (яп. 船長 «Kyaputen») 334. «Происшествие в запертой комнате» (яп. 密室の大事件 «Misshitsu no Daijiken») 335. «Предупреждение» (яп. WARNING «Wōningu») 336. «Луфии vs Фрэнки» (яп. ルフィ vs フランキー «Rufi vs Furankī») |                                                                             |                                    |                                            |
| 36 | Правосудие девяти Kyū-banme no Seigi (9番目の正義 Kyū)                      | 4 февраля 2005 ISBN 4-08-873768-7  |                                            |
| 337. «Защитники города воды» (яп. 「水の都」の用心棒 «"Mizu no Miyako" no Yōjinbō») 338. «COUP DE VENT» (яп. 風来砲 «Kū do Van») 339. «Слухи» (яп. うわさ «Uwasa») 340. «Женщина, несущая тьму» (яп. 闇を引く女 «Yami wo Hiku Onna») 341. «Демон» (яп. 悪魔 «Akuma») 342. «Агенты тьмы» (яп. 闇の使者 «Yami no Shisha») 343. «CIPHER POL No.9» (яп. CIPHER POL No. 9 «Saifā Pōru Nanbā Nain») 344. «Противостоящая сила» (яп. 抵抗勢力 «Teikō Seiryoku») 345. «Скрытые» (яп. 潜伏者 «Senpukusha») 346. «Правосудие девяти» (яп. 9番目の正義 Kyū «Kyū-banme no Seigi») |                                                                             |                                    |                                            |
| 37 | Том Tomu-san (トムさん)                                                     | 28 апреля 2005 ISBN 4-08-873802-0  |                                            |
| 347. «Рокушики» (яп. 六式 «Rokushiki») 348. «Ужасающая сила» (яп. 戦闘力 «Sentōryoku») 349. «Простой человек» (яп. 一市民 «Ichi Shimin») 350. «Склад под мостом» (яп. 橋の下倉庫 «Hashi no Shita Sōko») 351. «Клабаутерман» (яп. クラバウターマン «Kurabautāman») 352. «Мастерская Тома» (яп. トムズ ワーカーズ «Tomuzu Wākāzu») 353. «Легендарный судостроитель» (яп. 伝説の船大工 «Densetsu no Funadaiku») 354. «Морепоезд» (яп. 海列車 «Umi Ressha») 355. «Спандам» (яп. スパンダム «Supandamu») 356. «Том» (яп. トムさん «Tomu-san») 357. «Катти Флам» (яп. カティ・フラム «Kati Furamu») |                                                                             |                                    |                                            |
| 38 | Рокетмен! Rokettoman!! (ロケットマン!!)                                     | 4 июля 2005 ISBN 4-08-873839-X     |                                            |
| 358. «Перерождение» (яп. 復活 «Fukkatsu») 359. «Бинго» (яп. ビンゴ «Bingo») 360. «Несколько минут до отправки поезда» (яп. まもなく出航 «Mamonaku Shukkō») 361. «Постскриптум» (яп. 追伸 «Tsuishin») 362. «Отлив» (яп. 引き潮 «Hiki Shio») 363. «Аква Лагуна» (яп. アクア・ラグナ «Akua Raguna») 364. «Кокоро» (яп. ココロ «Kokoro») 365. «Рокетмен» (яп. ロケットマン!! «Rokettoman!!») 366. «Союз» (яп. 出撃!! «Shutsugeki!!») 367. «Согекинг» (яп. そげキング «Sogekingu») |                                                                             |                                    |                                            |
| 39 | Из последних сил Sōdatsusen! (争奪戦)                                       | 4 ноября 2005 ISBN 4-08-873872-1   |                                            |
| 368. «Военные игры на морском поезде» (яп. 海列車バトルゲーム «Umi Ressha Batoru Gēmu») 369. «Раменное кунг-фу» (яп. ラーメン拳法 «Rāmen Kenpō») 370. «Ты не одна» (яп. 一人じゃない «Hitori janai») 371. «Браво, капитан Ти Бон» (яп. 天晴Tボーン大佐 «Appare Tī-Bōn Taisa») 372. «Размельчающие удары!» (яп. パラージュ «Parāju») 373. «Необходимое зло!» (яп. 必要悪 «Hitsuyō Aku») 374. «Из последних сил» (яп. 争奪戦 «Sōdatsusen») 375. «Супер люди Эниес Лобби» (яп. エニエス・ロビーの超人達 «Eniesu Robī no Chōjin-tachi») 376. «Я понял» (яп. わかった!!! «Wakatta!!!») 377. «Яростная битва на острове правосудия» (яп. 司法の島の大決戦 «Shihō no Shima no Daikessen!!») |                                                                             |                                    |                                            |
| 40 | Уровень Gia (ギア)                                                          | 26 декабря 2005 ISBN 4-08-874003-3 |                                            |
| 378. «Количество раненых» (яп. 被害状況 «Higai Jōkyō») 379. «Дорики» (яп. 道力 «Dōriki») 380. «Прибытие морепоезда» (яп. エニエス・ロビー本島行き急行便 «Eniesu Robī Hontōyuki Ekusupuresu») 381. «Уволены» (яп. クビ «Kubi») 382. «Скрывающийся дьявол» (яп. 鬼の隠れ家 «Oni no Kakure-ga») 383. «Луффи против Бруно» (яп. ルフィVSブルーノ «Rufi vs Burūno») 384. «Сигнал к контратаке» (яп. 反撃ののろしを上げろ «Hangeki no Noroshi wo Agero») 385. «Выход есть» (яп. 道はある «Michi wa Aru») 386. «Самая кошмарная ситуация в истории Эниес Лобби» (яп. 前代未聞 «Zendai Mimon») 387. «Уровень» (яп. ギア «Gia») 388. «Второй уровень» (яп. ギア2 «Gia Sekando») |                                                                             |                                    |                                            |

### Тома 41—60
| № | Заглавие                                                                               | Издание на японском                    | Издание на русском |
| --- | -------------------------------------------------------------------------------------- | -------------------------------------- | ------------------ |
| 41 | Объявление войны Sensen Fukoku (宣戦布告)                                              | 4 апреля 2006 ISBN 4-08-874047-5       |                    |
| 389. «Ответ» (яп. 応答 «Ōtō») 390. «Поддержка» (яп. 応戦 «Ōsen») 391. «Девочка, которую звали монстром» (яп. 悪魔と呼ばれた少女 «Akuma to Yobareta Shōjo») 392. «Дереши» (яп. デレシ «Dereshi») 393. «Ольвия» (яп. オルビア «Orubia») 394. «Мучения острова Охара» (яп. オハラの悪魔達 «Ohara no Akuma-tachi») 395. «Охара против мирового правительства» (яп. オハラVS世界政府 «Ohara vs Sekai Seifu») 396. «Сауло» (яп. サウロ «Sauro») 397. «Чтобы достичь будущего» (яп. 未来へ届くように «Mirai-e Todoku youni») 398. «Объявление войны» (яп. 宣戦布告 «Sensen Fukoku») 399. «Прыгайте вниз!!!» (яп. 滝に向かって飛べ!! «Taki ni Mukatte Tobe!!») |                                                                                        |                                        |                    |
| 42 | Мугивары против CP9 CP9 Kaizoku vs Shī Pī Nain (海賊)                                  | 4 июля 2006 ISBN 4-08-874127-7         |                    |
| 400. «Ключи от наручников» (яп. 解放の鍵 «Kaihō no Kagi») 401. «Мугивары против CP9» (яп. 海賊 «CP9 Kaizoku vs Shī Pī Nain») 402. «Наручники номер 2» (яп. 2番の手錠 «Ni-ban no Tejō») 403. «Кодекс джентльмена» (яп. 騎士道 «Misutā Kishidō») 404. «Фрэнки против Фукуро» (яп. フランキーVSフクロウ «Furankī vs Fukurou») 405. «Сила» (яп. パワー «Pawā») 406. «Перемещение духа» (яп. 生命帰還 «Seimei Kikan») 407. «Монстр» (яп. モンスター «Monsutā») 408. «Монстр против Кумадори» (яп. 怪物VSクマドリ «Monsutā vs Kumadori») 409. «Радиопередача плохих новостей» (яп. 凶報緊急大放送 «Kyōhō Kinkyū Daihōsō») |                                                                                        |                                        |                    |
| 43 | Сказание о герое Eiyū Densetsu (英雄伝説)                                              | 4 сентября, 2006 ISBN 4-08-874149-8    |                    |
| 410. «Мираж Нами» (яп. ナミ巨大化 «Nami Kyodaika») 411. «Нами против Калифы» (яп. ナミVSカリファ «Nami vs Karifa») 412. «Контратака из миражей» (яп. 好機は終わった «Chansu wa Owatta») 413. «Охотник» (яп. 狩人 «Kariudo») 414. «Санджи против Джабуры» (яп. サンジVSジャブラ «Sanji vs Jabura») 415. «Огненный удар» (яп. ヒートアップ «Hīto Appu») 416. «Зоро против Каку» (яп. ゾロVSカク «Zoro vs Kaku») 417. «Асура» (яп. 阿修羅 «Ashura») 418. «Луффи против Роба Луччи» (яп. ルフィVSロブ・ルッチ «Rufi vs Robu Rucchi») 419. «Сказание о герое» (яп. 英雄伝説 «Eiyū Densetsu») |                                                                                        |                                        |                    |
| 44 | Возвращайтесь! Kaerō (帰ろう)                                                          | 4 декабря 2006 ISBN 4-08-874287-7      |                    |
| 420. «Бастер Кол» (яп. バスターコール «Basutā Kōru») 421. «Gear 3» (яп. ギア3 «Gia Sādo») 422. «Роб Луччи» (яп. ロブ・ルッチ «Robu Rucchi») 423. «Сказание о русалке» (яп. 人魚伝説 «Ningyo Densetsu») 424. «Корабль беглецов» (яп. 脱出船 «Dasshutsu-sen») 425. «Последняя битва на мосту» (яп. 死闘の橋 «Shitō no Hashi») 426. «Корабль ждал попутного ветра» (яп. 風待ちの船 «Kazamachi no Fune») 427. «Ты еще жив» (яп. ここが地獄じゃあるめェし «Koko ga Jigoku ja Arumēshi») 428. «Возвращайтесь!» (яп. 帰ろう «Kaerō») 429. «Сокрушительное поражение» (яп. 完敗 «Kanpai») 430. «Снегопад воспоминаний» (яп. 降りそそぐ追想の淡雪 «Furisosogu Tsuisō no Awayuki») |                                                                                        |                                        |                    |
| 45 | Мы понимаем ваши чувства Shinchū Osasshisuru (心中お察しする)                          | 2 марта 2007 ISBN 978-4-08-874314-1    |                    |
| 431. «Кулак любви» (яп. 愛の拳 «Ai no Kobushi») 432. «Сюрприз!» (яп. びっくり箱 «Bikkuri Bako») 433. «Это море называется...» (яп. その海の名は «Sono Umi no Na wa») 434. «Белая борода и Рыжий» (яп. 白髭と赤髪 «Shirohige to Akagami») 435. «Мы понимаем ваши чувства» (яп. 心中お察しする «Shinchū Osasshisuru») 436. «Pants from Franky house» (яп. Pants from Frankyhouse «Pantsu Furomu Furankīhausu») 437. «Голый и прекрасный» (яп. 裸百貫 «Hadaka Hyakkan») 438. «Гордость» (яп. プライド «Puraido») 439. «Третий и седьмой» (яп. ３人目と７人目 «Sanninme to Nananinme») 440. «Огненный кулак против Чёрной бороды» (яп. 火拳ＶＳ黒ひげ «Hiken vs Kurohige») |                                                                                        |                                        |                    |
| 46 | Приключение на острове привидений Gōsuto Airando no Bōken (ゴースト島の冒険)           | 4 июля 2007 ISBN 978-4-08-874382-0     |                    |
| 441. «Дуэль на острове Банаро» (яп. バナロ島の決闘 «Banaro-tō no Kettō») 442. «Приключения в море дьявола» (яп. 魔の海の冒険 «Ma no Umi no Bōken») 443. «Парк развлечений» (яп. スリラーバーク «Surirā Bāku») 444. «Приключение на острове привидений» (яп. ゴースト島の冒険 «Gōsuto Airando no Bōken») 445. «Зомби» (яп. THE･ZOMBIE «Za Zonbi») 446. «Доктор Хогбак» (яп. ドクトル・ホグバック «Dokutoru Hogubakku») 447. «Зомби-сюрприз» (яп. びっくりゾンビ «Bikkuri Zonbi») 448. «Мория» (яп. モリア «Moria») 449. «Таинственна четверка Триллер Барка» (яп. スリラーバークの四怪人 «Surirā Bāku no Yonkaijin») |                                                                                        |                                        |                    |
| 47 | Облачно, вероятны скелетные осадки Kumori Tokidoki Hone (くもり時々ホネ)               | 4 сентября 2007 ISBN 978-4-08-874411-7 |                    |
| 450. «Ночь зомбо-генералов» (яп. 将軍ゾンビnight «Jeneraru Zonbi Naito») 451. «Удивляющий сад Пероны» (яп. ペローナの不思議の庭 «Perōna no Wandā Gāden») 452. «Джигоро ветра» (яп. 風のジゴロウ «Kaze no Jigorō») 453. «Облачно, вероятны скелетные осадки» (яп. くもり時々ホネ «Kumori Tokidoki Hone») 454. «Поющий» (яп. ハナウタ «Hanauta») 455. «Король глубин: шичибукай Гекко Мория» (яп. 王下七武海ゲッコー・モリア «Ōka Shichibukai Gekkō Moria») 456. «Демон из страны льда» (яп. 氷の国から来た魔人 «Kōri no Kuni kara Kita Majin») 457. «Мяяяса!!!» (яп. 肉~~!!! «Niku~~!!!») 458. «Только не афро» (яп. アフロだけは «Afuro dake wa») 459. «Смерть - это не извинение» (яп. 死んでごめんじゃないでしょうに «Shin de Gomen ja nai Deshō ni») |                                                                                        |                                        |                    |
| 48 | Приключение Озза Ōzu no Bōken (オーズの冒険)                                           | 4 декабря 2007 ISBN 978-4-08-874442-1  |                    |
| 460. «Вернуть до рассвета!» (яп. 夜明け前に取り返せ!! «Yoake Mae ni Torikaese!!») 461. «Охотник на привидений» (яп. ゴーストバスター «Gōsuto Basutā») 462. «Приключение Озза» (яп. オーズの冒険 «Ōzu no Bōken») 463. «Пират Санджи против таинственного Абсалома» (яп. 海賊サンジvs怪人アブサロム «Kaizoku Sanji vs Kaijin Abusaromu») 464. «Мечта Санджи» (яп. サンジの夢 «Sanji no Yume») 465. «Пират Усопп против принцессы Пероны» (яп. 海賊ウソップvs怪人ペローナ «Kaizoku Usoppu vs Purinsesu Perōna») 466. «Исход битвы» (яп. 決着 «Kecchaku») 467. «Пират Зоро против самурая Рюумы» (яп. 海賊ゾロvs侍リューマ «Kaizoku Zoro vs Samurai Ryūma») 468. «Пират Чоппер против доктора Хогбака» (яп. 海賊チョッパーvs怪人ホグバック «Kaizoku Choppā vs Kaijin Hogubakku») 469. «Мугиварцы, выходите!!!» (яп. 出て来い麦わらの一味!!! «Dete Koi Mugiwara no Ichimi!!!») 470. «Озз против мугиварцев» (яп. オーズvs麦わらの一味 «Ōzu vs Mugiwara no Ichimi») |                                                                                        |                                        |                    |
| 49 | Луффи - ночной кошмар Naitomea Rufi (ナイトメア・ルフィ)                               | 4 марта 2008 ISBN 978-4-08-874485-8    |                    |
| 471. «Подруга» (яп. MY FRIEND «Mai Furendo») 472. «Свалить» (яп. ダウン «Daun») 473. «Появление шичибукая Бартоломью Кумы» (яп. 王下七武海 バーソロミュー・くま現る «Ōka Shichibukai Bāsoromyū Kuma Arawaru») 474. «Просто сделать!!!» (яп. やるしかねェ!!! «Yarushikanē!!!») 475. «Лесные пираты» (яп. 森の海賊団 «Mori no Kaizoku-Dan») 476. «Луффи - ночной кошмар» (яп. ナイトメア・ルフィ «Naitomea Rufi») 477. «Три из восьми» (яп. ８ぶんの３ «8 Bun no 3») 478. «Луффи против Луффи» (яп. ルフィｖｓルフィ «Rufi vs Rufi») 479. «Воин надежды» (яп. 希望の戦士 «Kibō no Senshi») 480. «Контратака» (яп. 迎撃 «Geigeki») 481. «Тенный Азгард» (яп. 影の集合地 «Shadōzu Asugarudo») |                                                                                        |                                        |                    |
| 50 | Увидимся снова Futatabi Tadoritsuku (再び辿りつく)                                     | 4 июня 2008 ISBN 978-4-08-874521-3     |                    |
| 482. «Наступление рассвета» (яп. 朝が来る «Asa ga Kuru») 483. «Конец мечты» (яп. 夢の終わり «Yume no Owari») 484. «Лапы» (яп. ぷに «Puni») 485. «Один из мугивар - охотник на пиратов Зоро» (яп. 麦わらの一味・海賊狩りのゾロ «Mugiwara no Ichimi - Kaizoku-Gari no Zoro») 486. «Пианино» (яп. ピアノ «Piano») 487. «Та мелодия...» (яп. あの唄 «Ano Uta») 488. «Мелодия жизни» (яп. 命の唄 «Inochi no Uta») 489. «Восьмой» (яп. ８人目 «Hachininme») 490. «Увидимся снова» (яп. 再び辿りつく «Futatabi Tadoritsuku») 491. «Наездники летающих рыб» (яп. トビウオライダーズ «Tobiuo Raidāzu») |                                                                                        |                                        |                    |
| 51 | 11 сверхновых Jūichinin no Chōchinsei (11人の超新星)                                   | 4 сентября 2008 ISBN 978-4-08-874563-3 |                    |
| 492. «Дюваль Железная Маска» (яп. 鉄仮面のデュバル «Tetsu Kamen no Dyubaru») 493. «Ты знаешь» (яп. 知ってる «Shitteru») 494. «Трагедия Дюваля» (яп. デュバルの悲劇 «Dyubaru no Higeki») 495. «Goan Cannon» (яп. ガオン砲 «Gaon Hō») 496. «Мангровый Ярукиман» (яп. ヤルキマン・マングローブ «Yarukiman Mangurōbu») 497. «Приключение на архипелаге Шабонди» (яп. シャボン舞う諸島の冒険 «Shabon Mau Shotō no Bōken») 498. «11 сверхновых» (яп. 11人の超新星 «Jūichinin no Chōchinsei») 499. «Парк развлечений Сабаоди» (яп. シャボンディパーク «Shabondi Pāku») 500. «Тлеющие угли истории» (яп. 歴史の残り火 «Rekishi no Nokoribi») 501. «Начало развала мира» (яп. うねり始める世界 «Uneri Hajimeru Sekai») 502. «Столкновение с тенрьюбито» (яп. 天竜人の一件 «Tenryūbito no Ikken») |                                                                                        |                                        |                    |
| 52 | Роджер и Рейли Rojā to Reirii (ロジャーとレイリー)                                     | 4 декабря, 2008 ISBN 978-4-08-874602-9 |                    |
| 503. «Остров в панике» (яп. 荒立つ島 «Aradatsu Shima») 504. «Пиратская передовая наступает» (яп. 海賊前線移動中!! «Kaizoku Zensen Idōchū!!») 505. «Кума» (яп. クマ «Kuma») 506. «Роджер и Рейли» (яп. ロジャーとレイリー «Rojā to Reirii») 507. «Прибытие Кизару» (яп. 黄猿上陸 «Kizaru Jōriku») 508. «Резня на острове» (яп. 修羅の島 «Shura no Shima») 509. «Кизару против 4х капитанов» (яп. 黄猿VS 4人の船長 «Kizaru vs Yonin no Senchō») 510. «Мугивары против боевого оружия» (яп. 麦わらの一味vs戦闘兵器 «Mugiwara no Ichimi vs Sentō Heiki») 511. «Сентомару и его топор» (яп. 鉞かついだ戦桃 «Masakari katsuida Sentōmaru») 512. «Исчезновение Зоро» (яп. ゾロ、音沙汰なし «Zoro, Otosata nashi») |                                                                                        |                                        |                    |
| 53 | Королевский потенциал no shishitsu (王の資質 Ō)                                        | 4 марта 2009 ISBN 978-4-08-874640-1    |                    |
| 513. «Не спастись» (яп. 救えないっ!!! «Sukuenaii!!!») 514. «Грибы, растущие на теле» (яп. カラダカラキノコガハエルダケ «Karada kara Kinoko ga Haeru dake») 515. «Приключение на острове женщин» (яп. 女ヶ島の冒険 «Nyōgashima no Bōken») 516. «Императрица-пиратка Боа Хэнкок» (яп. 海賊女帝ボア・ハンコック «Kaizoku Jotei Boa Hankokku») 517. «Ванная» (яп. 湯浴み «Yuami») 518. «На арене» (яп. 闘技台 «Tōgidai») 519. «Королевский потенциал» (яп. 王の資質 Ō «no shishitsu») 520. «Глаза горгон» (яп. ゴルゴンの目 «Gorugon no me») 521. «Лапа взлетевшего дракона» (яп. 天駆ける竜の蹄 «Ama kakeru ryū no hizume») 522. «Смертельное заболевание» (яп. 死に至る病 «Shi ni itaru byō») |                                                                                        |                                        |                    |
| 54 | Этого никто не остановит Mō dare ni mo tomerarenai (もう誰にも止められない)            | 4 июня 2009 ISBN 978-4-08-874662-3     |                    |
| 523. «Ад» (яп. 地獄 «Jigoku») 524. «Этого никто не остановит» (яп. もう誰にも止められない «Mō dare ni mo tomerarenai») 525. «Подводная тюрьма Импел Даун» (яп. 海底監獄インペルダウン «Kaitei kangoku Inperu Daun») 526. «Приключения в Великой тюрьме» (яп. 大監獄の冒険 «Daikangoku no bōken») 527. «Багровый ад» (яп. LV1紅蓮地獄 «Reberu wan guren jigoku») 528. «Джинбей, рыцарь моря» (яп. 海侠のジンベエ «Kaikyō no Jinbe'e») 529. «Звериный ад» (яп. LV2猛獣地獄 «Reberu tsū mōjū jigoku») 530. «Из ада в ад» (яп. 地獄へ地獄へ «Jigoku e jigoku e») 531. «Третий уровень — голодный ад» (яп. LV3飢餓地獄 «Reberu surī kiga jigoku») 532. «Минотавр из ада» (яп. 獄卒獣ミノタウロス «Goku sotsu jū Minotaurosu») |                                                                                        |                                        |                    |
| 55 | Окама в аду Jigoku ni Okama (地獄に仏)                                                 | 4 сентября 2009 ISBN 978-4-08-874727-9 |                    |
| 533. «Уровень 4 — Горящий Ад» (яп. LV4 焦熱地獄 «Reberu Fō Shōnetsu Jigoku») 534. «Начальник тюрьмы Магеллан против Пирата Луффи» (яп. 監獄署長マゼランVS海賊ルフィ «Kangoku Shochō Mazeran VS Kaizoku Rufi») 535. «Дружище» (яп. ダチ «Dachi») 536. «Уровень 5 — Замороженный Ад» (яп. LV5 極寒地獄 «Reberu Faibu Gokkan Jigoku») 537. «Окама в Аду» (яп. 地獄に仏 «Jigoku ni Okama») 538. «Уровень 5,5 — Нью Кама Лэнд» (яп. LV5.5番地ニューカマーランド «Reberu Go ten Go Banchi Nyūkamā Rando») 539. «Стимулирующие гормоны Эмпорио» (яп. エンポリオ・テンションホルモン «Enporio Tenshon Horumon») 540. «Нескончаемый Ад» (яп. (LV6 無限地獄 «Reberu Shikkusu Mugen Jigoku») 541. «Доселе Невиданное» (яп. 未だかつてナッシブル «Imadakatsute Nasshiburu») |                                                                                        |                                        |                    |
| 56 | Спасибо Arigatō (ありがとう)                                                           | 4 декабря 2009 ISBN 978-4-08-874761-3  |                    |
| 542. «Случай стоящий внимания» (яп. やがて語られるもう一つの事件 «Yagate katarareru mou hitotsu no jiken») 543. «Соломенная Шляпа и Чёрная Борода» (яп. 麦わらと黒ひげ «Mugiwara to Kurohige») 544. «Даже крышка адского котла откроется» (яп. 地獄の釜の蓋もあく «Jigoku no Kama no Futa mo Aku») 545. «Наружу, туда где светит солнце» (яп. 陽のあたるシャバへ «Hi no ataru shaba e») 546. «Капитан пиратов-рыболюдей, шичибукай Дзимбей» (яп. 魚人海賊団船長"七武海"ジンベエ «Gyojin Kaizoku-dan Senchō 'Shichibukai' Jinbē») 547. « Чудесное спасение» (яп. 島破り «Shimayaburi») 548. «Стимулирующие гормоны Эмпорио» (яп. ありがとう «Arigatō») 549. «Корабль, плывущий вперед» (яп. (出撃の艦 «Shutsugeki no Fune») 550. «Генштаб флота» (яп. 海軍本部 «Kaigun Honbu») 551. «Ёнко Белоус» (яп. 四皇"白ひげ «Yonkō "Shirohige») |                                                                                        |                                        |                    |
| 57 | Битва сильнейших Chōjō Kessen (頂上決戦)                                               | 4 марта 2010 ISBN 978-4-08-870010-6    |                    |
| 552. «Эйс и Белоус» (яп. エースと白ひげ «Ēsu to Shirohige») 553. «Битва сильнейших» (яп. 頂上決戦 «Chōjō Kessen») 554. «Адмирал Акаину» (яп. 大将赤犬 «Taishō Akainu») 555. «Орз и его Шляпa» (яп. オーズと笠 «Ōzu to Kasa») 556. «Правосудие восторжествует!» (яп. 正義は勝つ!! «Seigi wa Katsu!!») 557. «Луффи и Белоус» (яп. ルフィと白ひげ «Rufi to Shirohige») 558. «Младший брат» (яп. 弟 "Otōto») 559. «Судьба» (яп. 天命 "Tenmei») 560. «Узники Импел Дауна» (яп. インペルダウンの囚人達 «Inperu Daun no Shūjin-Tachi») 561. «Луффи против Михока» (яп. ルフィVSミホーク «Rufi VS Mihōku») 562. «"Вихревой Паук" Сквард» (яп. 海賊大渦蜘蛛スクアード «Kaizoku Ōuzugumo Sukuādo») |                                                                                        |                                        |                    |
| 58 | Имя эры - Белоус Kono Jidai no Na o "Shirohige" to Yobu (この時代の名を"白ひげ"と呼ぶ) | 4 июня 2010 ISBN 978-4-08-870045-8     |                    |
| 563. «Один человек, одно сердце» (яп. 心臓一つ 人間一人 «Shinzō Hitotsu - Ningen Hitor») 564. «Человек, сотрясающий мир» (яп. 世界を揺らす男 «Sekai o Yurasu Otoko») 565. «Путь Орса» (яп. オーズの道 «Ōzu no Michi») 566. «Жестокое наступление» (яп. 猛攻 «Mōkō») 567. «Генштаб флота, Маринфорд, Орис Плаза» (яп. マリンフォード海軍本部オリス広場 «Marinfōdo Kaigun Honbu Orisu Hiroba») 568. «Ну и пожалуйста, черт с тобой!» (яп. 勝手にしやがれ «Katte ni Shiyagare») 569. «Монстр» (яп. 白い怪物 «Shiroi Kaibutsu») 570. «Мост жизни» (яп. 命の懸橋 «Inochi no Kakehashi») 571. «Эшафот» (яп. 処刑台 «Shokeidai») 572. «Время перемен» (яп. The Times They Are A-Changin' —時代は変わる— «The Times They Are A-Changin' - Jidai wa Kawaru») 573. «Имя эры - Белоус» (яп. この時代の名を"白ひげ"と呼ぶ «Kono Jidai no Na o 'Shirohige' to Yobu») |                                                                                        |                                        |                    |
| 59 | Портгас Д. Эйс мёртв Pōtogasu Dī Ēsu Shisu (ポートガス・D・エース死す)                 | 4 августа 2010 ISBN 978-4-08-870083-0  |                    |
| 574. «Портгас Ди Эйс мёртв» (яп. ポートガス・D・エース死す «Pōtogasu D. Ēsu Shisu») 575. «Безмолвная ярость» (яп. 言葉なき怒り «Kotoba Naki Ikari») 576. «Великий пират Эдвард Ньюгейт» (яп. 大海賊エドワード・二ューゲート «Daikaizoku Edowādo Nyūgēto») 577. «Инцидент набирает обороты» (яп. 畳み掛ける大事件 «Tatamikakeru Daijiken») 578. «Тот, кого мы провожаем в Новую эру» (яп. 新時代へ贈るもの «Shinjidai e Okuru Mono») 579. «Секунды храбрости» (яп. 勇気ある数秒 «Yūki Aru Sūbyō») 580. «Конец войны» (яп. 終戦 «Shūsen») 581. «Будущее трещит по швам» (яп. 忍びよる未来 «Shinobiyoru Mirai») 582. «Луффи и Эйс» (яп. ルフィとエース «Rufi to Ēsu») 583. «Последнее пристанище отбросов - Серый Терминал» (яп. 不確かな物の終着駅 (グレイ・ターミナル) «Futashikana Monono Shuuchakueki (Gurei Tāminaru)») 584. «Инцидент с Порчеми» (яп. ポルシェーミの一件 «Porushēmi no Ikken»)                                                             |                                                                                        |                                        |                    |
| 60 | Братишка! Otōto yo (弟よ)                                                              | 4 ноября 2010 ISBN 978-4-08-870125-7   |                    |
| 585. «Братские чаши» (яп. 兄弟杯 «Kyōdai Sakazuki») 586. «Зловонный город» (яп. 悪臭のする町 «Akushū no Suru Machi») 587. «Я не сбегу» (яп. おれは、逃げない «Ore wa Nigenai») 588. «Море Сабо» (яп. サボの海 «Sabo no Umi») 589. «Путь к славе» (яп. 風雲の志 «Fūun no Kokorozashi») 590. «Братишка!» (яп. 弟よ «Otōto yo») 591. «Ты действительно этого хочешь?» (яп. それでいいのか «Sore de Iinoka») 592. «В едином порыве!» (яп. エール «Ēru») 593. «Новости» (яп. NEWS «Nyūsu») 594. «Послание» (яп. メッセージ «Messēji») |                                                                                        |                                        |                    |